# Neoxyphinus mutum
Neoxyphinus mutum – gatunek pająka z rodziny Oonopidae.

## Taksonomia
Gatunek ten opisany został po raz pierwszy w 2017 roku przez Níthomasa M. Feitosę i Daniellę F. Moss na łamach „Zootaxa”. Jako lokalizację typową wskazano Acampamento Mutum w Juruti w brazylijskim stanie Pará. Epitet gatunkowy pochodzi od tejże lokalizacji.

## Morfologia
Holotypowy samiec ma 1,89 mm, a paratypowa samica 2,14 mm długości ciała. Karapaks jest ciemnoczerwonobrązowy, o teksturyzowanej powierzchni, rowkowanych bokach, lekko wyniesionej części głowowej, pozbawiony ząbkowania na krawędziach bocznych oraz kolców, guzków lub powiększonych kieszonek szczecinkowych w tyle. Nadustek ma lekko obrzeżoną, prostą w widoku przednim krawędź. Kolor szczękoczułków, szczęki i wargi dolnej jest pomarańczowobrązowy. Pomarańczowobrązowe, dłuższe niż szerokie sternum u obu płci pozbawione jest dołków, natomiast u samicy ma pomarszczoną powierzchnię. Odnóża są pomarańczowobrązowe. Opistosoma (odwłok) ma pomarańczowobrązowe, gładkie skutum grzbietowe oraz pomarańczowobrązowe skutum epigastryczne i postepigastryczne. 
Genitalia samicy cechują się brakiem kieszonek w bruździe między tylnymi przetchlinkami oraz wyraźnymi apodemami. Nogogłaszczki samca są w całości żółte, wyposażone w ciemny embolus o wykształconych guzku przednio-bocznym i proksymalnej listewce w części przednio-bocznej. 

## Rozprzestrzenienie
Pająk neotropikalny, endemiczny dla Brazylii, znany tylko ze stanu Pará. 